# Igreja Católica em Andorra
A Igreja Católica em Andorra é parte da Igreja Católica no mundo, sob a orientação espiritual do Papa e da Cúria Romana.

## Organização
O país nunca teve uma diocese própria, mas pertence à Diocese de Urgell, cujo bispo, junto do presidente francês, compartilha o papel de Chefe de Estado do minúsculo país.
Do ponto de vista histórico, Andorra foi evangelizado pelo bispado de Urgell, durante o século VI.
O principado está dividido em sete paróquias: Canillo, Encamp, Ordino, La Massana, Andorra la Vella, Sant Julià de Lòria e Escaldes-Engordany.